# Dyskografia Tony’ego Yayo
Poniżej przedstawiona została dyskografia amerykańskiego rapera Tony’ego Yayo, członka grupy muzycznej G-Unit. Artykuł zawiera jeden album solowy, mixtape'y, single, listę teledysków oraz występy gościnne.

## Albumy

### Solowe
| Tytuł                          | Informacje o albumie                                                                           | Najwyższa pozycja | Najwyższa pozycja | Najwyższa pozycja | Najwyższa pozycja | Najwyższa pozycja | Najwyższa pozycja | Najwyższa pozycja | Najwyższa pozycja | Najwyższa pozycja | Najwyższa pozycja |
| Tytuł                          | Informacje o albumie                                                                           | US                | US R&B            | US Rap            | CAN               | FRA               | GER               | IRE               | NZ                | SWI               | UK                |
| ------------------------------ | ---------------------------------------------------------------------------------------------- | ----------------- | ----------------- | ----------------- | ----------------- | ----------------- | ----------------- | ----------------- | ----------------- | ----------------- | ----------------- |
| Thoughts of a Predicate Felon  | - Data wydania: 30 sierpnia, 2005 - Wydawca: G-Unit, Interscope - Format: CD, digital download | 2                 | 2                 | 2                 | 3                 | 50                | 34                | 23                | 38                | 58                | 41                |
| „–” pozycja nie była notowana. |                                                                                                |                   |                   |                   |                   |                   |                   |                   |                   |                   |                   |

### Mixtape’y
| Rok  | Tytuł                                                       |
| ---- | ----------------------------------------------------------- |
| 2008 | - ThisIs50.com Vol. 4 : S.O.D. - Wydany: 29 września, 2008  |
| 2008 | - Black Friday - Wydany: 14 listopada, 2008                 |
| 2008 | - Bloody Xmas - Wydany: 25 grudnia, 2008                    |
| 2009 | - The Swine Flu - Wydany: 26 maja, 2009                     |
| 2009 | - The Swine Flu 2 - Wydany: 10 czerwca, 2009                |
| 2009 | - Public Enemies - Wydany: 21 lipca, 2009                   |
| 2009 | - Gangsta Paradise - Wydany: 25 sierpnia, 2009              |
| 2010 | - Gunpowder Guru - Wydany: 1 lutego, 2010                   |
| 2010 | - Gunpowder Guru 2 : The Remixes - Wydany: 22 marca, 2010   |
| 2010 | - Hawaiian Snow (z Danny Brown) - Wydany: 14 września, 2010 |
| 2011 | - Gunpowder Guru 3 - Wydany: 17 marca, 2011                 |
| 2011 | - El Chapo - Wydany: 4 maja, 2011                           |
| 2011 | - Meyer Lansky - Wydany: 3 sierpnia 2011                    |
| 2011 | - Gunpowder Guru 4 - Wydany: 15 września 2011               |

## Single

### Solowe
| Tytuł                                                                    | Rok  | Najwyższa pozycja | Najwyższa pozycja | Najwyższa pozycja | Najwyższa pozycja | Najwyższa pozycja | Album                         |
| Tytuł                                                                    | Rok  | US                | US R&B            | US Rap            | IRL               | UK                | Album                         |
| ------------------------------------------------------------------------ | ---- | ----------------- | ----------------- | ----------------- | ----------------- | ----------------- | ----------------------------- |
| „So Seductive” (featuring 50 Cent)                                       | 2005 | 48                | 7                 | 12                | 22                | 28                | Thoughts of a Predicate Felon |
| „Drama Setter”                                                           | 2005 | –                 | 34                | –                 | –                 | –                 | Thoughts of a Predicate Felon |
| „Curious” (featuring Joe)                                                | 2005 | –                 | 85                | –                 | –                 | –                 | Thoughts of a Predicate Felon |
| „I Know You Don’t Love Me” (featuring 50 Cent, Young Buck & Lloyd Banks) | 2005 | –                 | 105               | –                 | –                 | –                 | Thoughts of a Predicate Felon |
| „Pass the Patron” (featuring 50 Cent)                                    | 2010 | –                 | –                 | –                 | –                 | –                 | Drugi studyjny album          |
| „Haters” (featuring 50 Cent, Shawty Lo & Roscoe Dash)                    | 2011 | –                 | 112               | –                 | –                 | –                 | Drugi studyjny album          |
| „–” pozycja nie była notowana.                                           |      |                   |                   |                   |                   |                   |                               |

### Inne notowane utwory
| Tytuł                          | Rok  | Najwyższa pozycja | Album                         |
| Tytuł                          | Rok  | US R&B            | Album                         |
| ------------------------------ | ---- | ----------------- | ----------------------------- |
| „Pimpin'”                      | 2005 | 66                | Thoughts of a Predicate Felon |
| „–” pozycja nie była notowana. |      |                   |                               |

## Występy gościnne
| Rok  | Utwór                          | Wykonawca                                         | Album                          |
| ---- | ------------------------------ | ------------------------------------------------- | ------------------------------ |
| 2003 | „Like My Style”                | 50 Cent                                           | Get Rich or Die Tryin’         |
| 2003 | „Bump Heads”                   | Eminem, Lloyd Banks, 50 Cent                      |                                |
| 2004 | „Bonafide Hustler”             | Young Buck, 50 Cent, Tony Yayo                    | Straight Outta Cashville       |
| 2004 | „Ain’t No Click”               | Lloyd Banks, Tony Yayo                            | The Hunger for More            |
| 2005 | „Runnin'”                      | The Game, Dion                                    | The Documentary                |
| 2005 | „My Toy Soldier”               | 50 Cent                                           | The Massacre                   |
| 2005 | „Hate It or Love It (remix)”   | 50 Cent, The Game, Lloyd Banks, Young Buck        | The Massacre                   |
| 2006 | „Click Click”                  | Mobb Deep                                         | Blood Money                    |
| 2006 | „NY, NY”                       | Lloyd Banks                                       | Rotten Apple                   |
| 2007 | „Ain’t Nothin' Like Me”        | Joe, Young Buck                                   | Ain’t Nothin' Like Me          |
| 2007 | „Come and Get Me”              | Timbaland, 50 Cent                                | Timbaland Presents Shock Value |
| 2007 | „Come Around (remix)”          | Collie Buddz, Young Buck                          |                                |
| 2007 | „Touch the Sky”                | 50 Cent                                           | Curtis                         |
| 2007 | „Rock to It”                   | Young Hot Rod, 50 Cent, Lloyd Banks               |                                |
| 2007 | „Straight to the Bank (remix)” | Young Hot Rod, 50 Cent                            |                                |
| 2007 | „Queens”                       | LL Cool J, 50 Cent, Prodigy, Kool G Rap           |                                |
| 2007 | „Gorilla Shit”                 | M.O.P, Young Buck                                 | Yearly Physical                |
| 2009 | „I'll Be The Shooter”          | 50 Cent, Lloyd Banks                              |                                |
| 2009 | „Life”                         | Cashis, Lloyd Banks                               | The Art of Dying               |
| 2010 | „Men of Respect”               | DJ Kayslay, Rell, Lloyd Banks, Papoose, Jim Jones | More Than Just a DJ            |
| 2010 | „I'm a Rider”                  | Joe Young                                         |                                |
| 2010 | „Take 'Em To War”              | Lloyd Banks                                       | H.F.M. 2 (Hunger for More 2)   |

## Teledyski
| Rok  | Tytuł                      | Gościnnie                        | Reżyser                         |
| ---- | -------------------------- | -------------------------------- | ------------------------------- |
| 2005 | „So Seductive”             | 50 Cent                          | Gil Green                       |
| 2005 | „Curious”                  | Joe                              | Fat Cats                        |
| 2005 | „I Know You Don’t Love Me” | 50 Cent, Lloyd Banks, Young Buck | Gil Green                       |
| 2007 | „Stick Up”                 | Snoop, Mazaradi Fox              |                                 |
| 2008 | „Do It Right”              | Max B, French Montana            | Ron Adkins                      |
| 2008 | Face Off (Remix)”          | Cory Gunz, Ransom                | Ron Adkins                      |
| 2008 | „Swagga Like Us”           |                                  |                                 |
| 2008 | „Black Friday”             |                                  | Ron Adkins                      |
| 2008 | „Smoke Break”              |                                  |                                 |
| 2008 | „Preach On”                |                                  | Chris „Broadway” Romero         |
| 2008 | „Shooters For Hire”        | Uncle Murda                      |                                 |
| 2009 | „Die Slow”                 |                                  | Chris „Broadway” Romero         |
| 2009 | „Somebody Snitched On Me”  |                                  | Andy Benny, James Del Gatto     |
| 2009 | „They Hate”                |                                  | Dan „The Man” Melamid           |
| 2009 | „Candy Man”                |                                  | Divine Davy                     |
| 2009 | „Weed And Hennessy”        |                                  |                                 |
| 2009 | „718 To 305                | Jolly Green, Louie Castro        | Andy Benny                      |
| 2009 | „Roll It Up”               |                                  | Corentin „Frenchy” Villemeur    |
| 2009 | „Swamp Nigga”              |                                  |                                 |
| 2010 | „Bullets Whistle”          |                                  | Dawud Gaston                    |
| 2010 | „King Of The Pyrex”        |                                  |                                 |
| 2010 | „The Wall”                 |                                  | Chris „Broadway” Romero         |
| 2010 | „Everywhere We Go”         |                                  | Corentin „Frenchy” Villemeur    |
| 2010 | „The Price”                |                                  | Chris „Broadway” Romero, K.Rich |
| 2010 | „Obama”                    |                                  | 50 Cent                         |
| 2010 | „Pass the Patron”          | 50 Cent                          | James „Latin” Clark             |
| 2011 | „Tiger Blood”              | Uncle Murda, Lucky Don           | Jynx Millionaire                |
| 2011 | „Body Bag”                 | Mobb Deep                        | Jynx Millionaire                |
| 2011 | „Domepiece”                |                                  | Jynx Millionaire                |
| 2011 | „Never Lie”                |                                  | Jynx Millionaire                |